# کمپال الکترونیکس
کمپال الکترونیکس (انگلیسی: Compal Electronics) شرکت الکترونیک تایوانی است، که در زمینه تولید سخت‌افزار رایانه، تجهیزات الکترونیکی، لپ‌تاپ و تلویزیون فعالیت می‌کند.